# Saint-Ouen-sur-Maire
Saint-Ouen-sur-Maire – miejscowość i dawna gmina we Francji, w regionie Normandia, w departamencie Orne. W 2013 roku jej populacja wynosiła 106 mieszkańców. 
W dniu 1 stycznia 2016 roku z połączenia sześciu ówczesnych gmin – Batilly, La Courbe, Écouché, Loucé, Saint-Ouen-sur-Maire oraz Serans – utworzono nową gminę Écouché-les-Vallées. Siedzibą gminy została miejscowość Écouché. 